# Torneo SANZAR/UAR M21
El Torneo SANZAR/UAR M21 fue una competición de rugby para selecciones nacionales del hemisferio sur.
Los máximos ganadores fueron las selecciones de Australia y Nueva Zelanda con 3 campeonatos y Sudáfrica con 1.

## Campeonatos
| Edición | Año  | Sede          | Campeón       | 2º puesto     | 3º puesto | 4º puesto     |
| ------- | ---- | ------------- | ------------- | ------------- | --------- | ------------- |
| I       | 1995 | Argentina     | Nueva Zelanda | Sudáfrica     | Australia | Argentina     |
| II      | 1996 | Nueva Zelanda | Australia     | Nueva Zelanda | Sudáfrica | Argentina     |
| III     | 1997 | Australia     | Australia     | Nueva Zelanda | Argentina | Sudáfrica     |
| IV      | 1998 | Sudáfrica     | Australia     | Argentina     | Sudáfrica | Nueva Zelanda |
| V       | 1999 | Argentina     | Sudáfrica     | Nueva Zelanda | Australia | Francia       |
| VI      | 2000 | Nueva Zelanda | Nueva Zelanda | Sudáfrica     | Australia | Inglaterra    |
| VII     | 2001 | Australia     | Nueva Zelanda | Australia     | Francia   | Inglaterra    |

## Posiciones
- Número de veces que las selecciones ocuparon las dos primeras posiciones en todas las ediciones.

| Equipo        | Campeón | Subcampeón | Tercer puesto |
| ------------- | ------- | ---------- | ------------- |
| Nueva Zelanda | 3       | 3          |               |
| Australia     | 3       | 1          | 3             |
| Sudáfrica     | 1       | 2          | 2             |
| Argentina     |         | 1          | 1             |
| Francia       |         |            | 1             |